# Augusto Vergara
Augusto Ernesto Vergara Castillo (Providencia, 13 de septiembre de 1955) es un exfutbolista profesional chileno que jugaba de defensa central.

## Clubes
| Club                 | País  | Año       |
| -------------------- | ----- | --------- |
| → Everton (cedido)   | Chile | 1974      |
| Universidad de Chile | Chile | 1975      |
| Colo-Colo            | Chile | 1976-1977 |
| Regional Antofagasta | Chile | 1978      |
| Santiago Wanderers   | Chile | 1979-1980 |
| Coquimbo Unido       | Chile | 1981-1983 |
| Curicó Unido         | Chile | 1985      |